# Handball-Europameisterschaft 2008/Spanien
In diesem Artikel wird die spanische Männer-Handballnationalmannschaft bei der Europameisterschaft 2008 in Norwegen behandelt.

## Qualifikation
→ Siehe Handball-Europameisterschaft 2008 

## Mannschaft

### Kader
| Nr.                           | Name                          | Verein                        | LS/Tore (vor EM)              | Spiele                        | Tore                          |                               | Zeitstrafen                   |                               |
| Torhüter (% gehaltener Bälle) | Torhüter (% gehaltener Bälle) | Torhüter (% gehaltener Bälle) | Torhüter (% gehaltener Bälle) | Torhüter (% gehaltener Bälle) | Torhüter (% gehaltener Bälle) | Torhüter (% gehaltener Bälle) | Torhüter (% gehaltener Bälle) | Torhüter (% gehaltener Bälle) |
| ----------------------------- | ----------------------------- | ----------------------------- | ----------------------------- | ----------------------------- | ----------------------------- | ----------------------------- | ----------------------------- | ----------------------------- |
| 1                             | José Javier Hombrados         | BM Ciudad Real                | 159 / 1                       | 6                             | (35 %)                        | -                             | -                             | -                             |
| 12                            | José Manuel Sierra            | BM Valladolid                 | 23 / 0                        | 6                             | (22 %)                        | -                             | -                             | -                             |
| Feldspieler                   |                               |                               |                               |                               |                               |                               |                               |                               |
| 2                             | Alberto Entrerríos            | BM Ciudad Real                | 147 / 449                     | 6                             | 22                            | -                             | 2                             | -                             |
| 4                             | Albert Rocas                  | FC Barcelona                  | 49 / 192                      | 6                             | 25 / 15                       | 4                             | -                             | -                             |
| 5                             | Raúl Entrerríos               | BM Valladolid                 | 66 / 138                      | 6                             | 13                            | -                             | 1                             | -                             |
| 6                             | Rubén Garabaya                | FC Barcelona                  | 81 / 154                      | 6                             | 21                            | 3                             | 2                             | -                             |
| 8                             | Ion Belaustegui               | BM Ciudad Logroño             | 68 / 160                      | 6                             | 9                             | 1                             | 2                             | -                             |
| 13                            | Roberto García Parrondo       | BM Ciudad Real                | 41 / 99                       | 2                             | 3                             | -                             | 1                             | -                             |
| 15                            | David Davis                   | BM Ciudad Real                | 62 / 104                      | 5                             | 3                             | 2                             | 2                             | -                             |
| 17                            | Juanín García                 | FC Barcelona                  | 111 / 436                     | 6                             | 28 / 7                        | 1                             | -                             | -                             |
| 18                            | Iker Romero                   | FC Barcelona                  | 111 / 420                     | 5                             | 17 / 5                        | 1                             | -                             | -                             |
| 19                            | Mariano Ortega                | CAI BM Aragón                 | 123 / 232                     | 4                             | 9                             | -                             | 1                             | -                             |
| 20                            | José María Rodríguez          | BM Ciudad Real                | 63 / 99                       | 6                             | 10                            | 2                             | 1                             | -                             |
| 24                            | Julen Aguinagalde             | Ademar León                   | 14 / 29                       | 6                             | 13                            | -                             | 1                             | -                             |
| 25                            | Asier Antonio                 | BM Valladolid                 | 5 / 0                         | 5                             | -                             | 3                             | 5                             | -                             |
| 26                            | Carlos Ruesga                 | SDC San Antonio               | 8 / 14                        | 2                             | 7                             | -                             | -                             | -                             |
|                               |                               | Gesamt                        | 1131 / 2527                   | 6                             | 180 / 27                      | 17                            | 18                            | -                             |
| Trainer/Betreuer              |                               |                               |                               |                               |                               |                               |                               |                               |
|                               | Juan Carlos Pastor            | BM Valladolid                 | Trainer                       |                               |                               |                               |                               |                               |
|                               | Alexandru Buligan Tomici      |                               | Co-Trainer                    |                               |                               |                               |                               |                               |

## Vorrundenspiele (Gruppe C)
In der Vorrunde trifft die spanische Mannschaft auf Belarus, Ungarn und Deutschland.

### Spanien 28:35 (12:14) Ungarn
(17. Januar, in Bergen, Haukelandshallen)
SPA: José Javier Hombrados, José Manuel Sierra – Rubén Garabaya (8), Iker Romero (7), Albert Rocas (4/1), Mariano Ortega (4), Juan García (2), Alberto Entrerríos (1), David Davis (1), Ion Belaustegui (1), Asier Antonio, Julen Aguinagalde, Raúl Entrerríos, José María Rodríguez
UNG: Nenad Puljezević, Nándor Fazekas – László Nagy (7), Ferenc Ilyés (7), Tamás Iváncsik (5), Gábor Császár (4), Gyula Gál (4), Tamás Mocsai (2/1), Balázs Laluska (2), Gergő Iváncsik (2), Nikola Eklemović (1), Szabolcs Zubai (1), Szabolcs Törő, Gábor Herbert

### Belarus 31:36 (15:18) Spanien
(19. Januar, in Bergen, Haukelandshallen)
BLR: Wital Feschtschanka, Andrej Krajnou – Barys Puchouski (8/1), Iwan Brouka (7/3), Andrej Kurtschau (4/1), Jury Hramyka (4), Sjarhej Harbok (2), Maxim Babitschau (2), Aljaxej Wassiljeu (2), Sjarhej Uboschanka (1), Aljaxej Ussik (1), Maxim Karschakewitsch, Uladsimer Klimawez, Aljaxandr Zitou
SPA: José Javier Hombrados, José Manuel Sierra – Albert Rocas (11/9), Alberto Entrerríos (9), Carlos Ruesga (3), Julen Aguinagalde (3), Mariano Ortega (3), José María Rodríguez (3), Raúl Entrerríos (2), Rubén Garabaya (1), Juan García (1), Asier Antonio, David Davis, Ion Belaustegui 

### Deutschland 22:30 (12:12) Spanien
(20. Januar, in Bergen, Haukelandshallen)
DEU: Henning Fritz, Johannes Bitter – Holger Glandorf (4), Florian Kehrmann (4), Andrej Klimovets (4), Markus Baur (3/1), Christian Zeitz (2), Dominik Klein (2), Sebastian Preiß (1), Pascal Hens (1), Michael Kraus (1), Lars Kaufmann, Torsten Jansen, Oliver Roggisch
SPA: José Javier Hombrados, José Manuel Sierra – Juan García (8/2), Alberto Entrerríos (3), Julen Aguinagalde (3), Rubén Garabaya (3), Albert Rocas (3), Ion Belaustegui (3), David Davis (2), Mariano Ortega (2), Raúl Entrerríos (2), Iker Romero (1), Asier Antonio, José María Rodríguez

## Hauptrundenspiele (Gruppe II)
In der Hauptrunde trifft die spanische Mannschaft auf Island, Frankreich und Schweden.

### Spanien 27:28 (15:15) Frankreich
(22. Januar in Trondheim,  Trondheim Spektrum)
SPA: José Javier Hombrados, José Manuel Sierra – Alberto Entrerríos (5), Albert Rocas (5/5), Iker Romero (5/2), José María Rodríguez (4), Rubén Garabaya (3), Raúl Entrerríos (3), Ion Belaustegui (2), Asier Antonio, David Davis, Julen Aguinagalde, Roberto García, Juan García 
FRA: Daouda Karaboué, Thierry Omeyer – Daniel Narcisse (7), Bertrand Gille (5), Nikola Karabatić (4), Olivier Girault (4/1), Jérôme Fernandez (4), Luc Abalo (3), Guillaume Gille (1), Didier Dinart, Cédric Paty, Sébastien Ostertag, Christophe Kempe, Fabrice Guilbert 

### Spanien 26:27 (14:13) Schweden
(23. Januar in Trondheim,  Trondheim Spektrum)
SPA: José Javier Hombrados, José Manuel Sierra – Juan García (8), Rubén Garabaya (4), Iker Romero (4/2), Julen Aguinagalde (3), Raúl Entrerríos (3), Alberto Entrerríos (2), Albert Rocas (1), José María Rodríguez (1), Asier Antonio, David Davis, Ion Belaustegui, Mariano Ortega 
SWE: Tomas Svensson, Dan Beutler – Jonas Källman (8), Martin Boquist (5), Dalibor Doder (4), Jan Lennartsson (3), Kim Andersson (3), Marcus Ahlm (2), Oscar Carlén (1), Jonas Larholm (1), Robert Arrhenius, Johan Petersson, Magnus Jernemyr, Henrik Lundström 

### Spanien 33:26 (18:15) Island
(24. Januar in Trondheim,  Trondheim Spektrum)
SPA: José Javier Hombrados, José Manuel Sierra – Juan García (9/5), Carlos Ruesga (4), Julen Aguinagalde (4), Roberto García (3), Ion Belaustegui (3), Raúl Entrerríos (3), Alberto Entrerríos (2), Rubén Garabaya (2), José María Rodríguez (2), Albert Rocas (1), Asier Antonio, Iker Romero
ISL: Birkir Ívar Guðmundsson, Hreidar Guðmundsson – Guðjón Valur Sigurðsson (7/2), Snorri Guðjónsson (7/1), Logi Geirsson (3), Vignir Svavarsson (2), Ólafur Stefánsson (2), Einar Hólmgeirsson (2), Róbert Gunnarsson (2), Alexander Petersson (1), Hannes Jón Jónsson, Bjarni Fritzson, Sverre Andreas Jakobsson, Ásgeir Örn Hallgrímsson